# Orbea ciliata
Orbea ciliata är en oleanderväxtart som först beskrevs av Carl Peter Thunberg, och fick sitt nu gällande namn av Leslie Larry Charles Leach. Orbea ciliata ingår i släktet Orbea och familjen oleanderväxter. Inga underarter finns listade i Catalogue of Life.